# Ferdinand II của Thánh chế La Mã
Ferdinand II (sinh ngày 9 tháng 7 năm 1578 – mất ngày 15 tháng 2 năm 1637) một thành viên của Gia tộc Habsburg là Hoàng đế của Thánh chế La Mã (1619–1637), Vua của Bohemia (1617–1619, 1620–1637) đồng thời là Vua của Hungary và Croatia (1618–1637). Ông là con trai của Hoàng tử Karl II của Nội Áo và Maria xứ Bayern. Cha mẹ ông đều là những người sùng đạo Công giáo. Vào năm 1590, họ đã gửi ông đến học tại trường cao đẳng chúa Jesuit ở Ingolstadt. Bởi vì họ muốn giữ cách biệt ông với những quý tộc thuộc giáo hội Luther. Vào tháng 7 cùng năm (1590), khi Ferdinand 12 tuổi, cha ông qua đời và ông kế thừa Nội Áo - Styria, Carinthia, Carniola và các tỉnh thành nhỏ hơn. Người anh họ không có con là Rudolf II – Hoàng đế của Thánh chế La Mã (người đứng đầu gia tộc Habsburg) đã cử các quan nhiếp chính đến để cai quản những vùng đất này.
Ferdinand được chỉ định làm người cai trị chính thức của các tỉnh Nội địa Áo vào năm 1596 và năm 1597. Người anh họ Rudolph II cũng ra lệnh cho ông bảo vệ xứ Croatia, Slavonia và phía đông nam Hungary chống lại Đế quốc Ottoman. Ferdinand coi việc quy định các vấn đề tôn giáo là đặc quyền của hoàng gia và đưa ra các biện pháp Phản Cải cách nghiêm ngặt từ năm 1598. Đầu tiên, ông ra lệnh trục xuất tất cả mục sư và giáo viên theo Đạo Tin Lành; kế đến, ông thành lập các hội đồng đặc biệt để phục hồi lại các giáo xứ Công giáo. Quân Ottoman chiếm được thành Nagykanizsa ở Hungary vào năm 1600, điều này giúp họ dễ dàng xâm chiếm Styria. Một năm sau đó, Ferdinand cố đoạt lại pháo đài nhưng hành động này chấm dứt với sự thất bại vào tháng 11 năm 1601 do sự chỉ huy quân đội thiếu chuyên nghiệp của ông. Trong giai đoạn đầu của sự mâu thuẫn gia đình có tên là Tranh chấp của những anh em, Ferdinand vốn dĩ ủng hộ em trai của Rudolph II là Matthias, người muốn thuyết phục Vị hoàng đế bị u uất thoái vị nhưng sự nhân nhượng của Matthia với những người theo đạo Tin lành ở Hungary, Áo và Bohemia đã xúc phạm đến Ferdinand. Ông đã lên kế hoạch liên minh để củng cố vị thế của giáo hội Công giáo ở Thánh chế La Mã nhưng các hoàng tử Công giáo ở đây lại thành lập ra Liên đoàn Công giáo mà không có sự tham dự của ông vào năm 1610.
Philip III của Tây Ban Nha (cháu trai của Matthia không con) đã công nhận quyền kế vị Matthias của Ferdinand ở Bohemia và Hungary để đổi lấy các nhượng bộ lãnh thổ vào năm 1617. Tây Ban Nha cũng hỗ trợ Ferdinand chống lại Cộng hòa Venezia trong Trận chiến Uskok vào năm 1617 và năm 1618. Nghị viện của Bohemia và Hungary xác nhận vị trí của Ferdinand là người kế vị Matthia chỉ sau khi ông hứa tôn trọng các quyền lợi giai cấp ở cả hai vương quốc. Những cách giải thích khác nhau đối với Thư của Quốc vương (văn bản tóm gọn các quyền tự do của những người Bohemia theo đạo Tin lành) đã gây ra một cuộc nổi loạn có tên là Vụ vứt người ra cửa sổ lần thứ hai ở Praha vào ngày 23 tháng 5 năm 1618. Quân nổi loạn Bohemia thành lập ra một chính phủ lâm thời, xâm lược vùng Thượng Áo và tìm kiếm sự trợ giúp từ các đối thủ của gia tộc Habsburg. Matthias II mất vào ngày 20 tháng 3 năm 1619. Ferdinand được chọn làm Hoàng đế của Thánh chế La Mã vào ngày 28 tháng 8 năm 1619 (Frankfurt), hai ngày trước khi các giai cấp người Bohemia theo đạo Tin lành phế truất Ferdinand (khi đó ông vẫn là vua của Bohemia). Tin tức ông bị phế truất đến Frankfurt vào ngày 28 nhưng Ferdinand không rời khỏi thị trấn cho đến khi ông đăng cơ. Bohemia dâng vương miện của họ (Vua của Bohemia) cho Frederick V của Palatinate (người theo thuyết Can-vin) vào ngày 26 tháng 8 năm 1619.
Chiến tranh 30 năm bắt đầu vào năm 1618 do những bất cập của hai người tiền nhiệm là Rudolf II và Matthias. Nhưng những hành động chống lại đạo Tin Lành của Ferdinand là nguyên nhân gây ra chiến tranh nhấn chìm cả đế chế. Là một tín đồ Công giáo nhiệt thành, Ferdinand muốn khôi phục lại Giáo hội Công giáo như một tôn giáo duy nhất ở Đế quốc và xóa sổ mọi hình thức bất đồng tôn giáo. Cuộc chiến đã khiến Thánh chế La Mã thiệt hại nặng nề, biến các thành phố thành những đống đổ nát và dân số phải mất cả một thế kỷ để phục hồi.

## Thời thơ ấu
Sinh tại lâu đài ở Graz vào ngày 9 tháng 7 năm 1578, Ferdinand là con trai của Charles II – Hoàng tử Áo và Maria xứ Bavaria. Charles II là con trai út của Ferdinand I – Hoàng đế Thánh chế La Mã, ông thừa hưởng từ cha mình các tỉnh Nội Áo - Styria, Carinthia, Carniola, Gorizia, Fiume, Trieste và một phần Istria và Friuli vào năm 1564. Maria xứ Bavaria là con gái của Albert V - Công tước xứ Bavaria với chị gái Anna của Charles II cho nên cha mẹ ông là cậu cháu. Cuộc hôn nhân của họ đem đến sự hòa giải giữa hai gia đình Công giáo hàng đầu của Thánh chế La Mã. Họ là những người Công giáo sùng đạo nhưng Charles II cũng phải nhượng bộ các thần dân thuộc giáo hội Luther của mình vào năm 1572 và 1578 để bảo vệ sự an toàn cho phần lớn các quý tộc theo đạo Tin lành và đảm bảo sự ủng hộ về mặt tài chính của các thị dân nhằm thiết lập một hệ thống phòng thủ mới chống lại người Thổ Nhĩ Kỳ Ottoman.
Việc học của Ferdinand chủ yếu do mẹ ông quản lý. Ông trúng tuyển vào trường Dòng chúa Jesuit ở Graz vào năm 8 tuổi. Hộ gia đình riêng của ông được thành lập ba năm sau đó. Cha mẹ ông muốn tách ông ra khỏi các quý tộc theo đạo Lutheran và gửi ông đến Ingolstadt để tiếp tục học tại trường cao đẳng Dòng chúa Jesuit ở Bavaria. Ferdinand chọn lời của Sứ đồ Phao-lô – "Những ai chiến đấu công bằng sẽ giành được vương miện" làm phương châm sống của ông trước khi rời khỏi Graz vào đầu năm 1590. Cha mẹ ông nhờ người cậu là William V – Công tước xứ Bavaria giám sát việc học của ông.